# Садовый (Троицкий район)
Садовый — посёлок в Троицком районе Челябинской области. Входит в состав Троицко-Совхозного сельского поселения.

## География
Расположен в юго-зап. части района. Рельеф — полуравнина (Зауральский пенеплен); ближайшие выс.— 272, 306 и 335 м. Ландшафт — лесостепь. Поселок связан грунтовыми дорогами с соседними населенными пунктами. Расстояние до районного центра (Троицк) 67 км, до центра сельского поселения (пос. Скалистый) — 32 км.

## История
Поселок осн. в 1930-е гг. В советский период на его территории размещалось 3-е отделение зерносовхоза «Троицкий», ныне — отделение государственного унитарного опытно-производств. с.-х. предприятия «Троицкое».

## Население
| 2002 | 2010 |
| ---- | ---- |
| 170  | ↘125 |

(в 1956 — 329, в 1959 — 355, в 1970 — 337, в 1983 — 219, в 1995 — 187)

## Улицы
- Молодежная улица
- Полевая улица
- Центральная улица